# Gare de Llinars del Vallès
La gare de Llinars del Vallès (en catalan : estació de Llinars del Vallès) est une gare ferroviaire espagnole qui appartient à ADIF située au sud-est de la commune de Llinars del Vallès, dans la comarque du Vallès Oriental. La gare se trouve à la ligne Barcelone - Gérone - Portbou et des trains de la ligne R2 Nord des Rodalies de Barcelone, opérés par Renfe s'y arrêtent.
La gare possède une cafétéria et elle est adaptée aux personnes à mobilité réduite, car elle possède un sous-sol avec rampes d'accès, deux liaisons de bus interurbains, l'une qui relie Sant Antoni de Vilamajor et Sant Pere de Vilamajor, l'autre qui la relie à l'urbanisation de Can Massuet del Far appartenant à Dosrius. Le bâtiment est un exemple de bâtiments qui ont remplacé les originaux pour des constructions plus fonctionnelles que les anciennes gares.

## Histoire
Cette gare de la ligne de Gérone est entrée en service en 1860 lorsque le tronçon construit par les Chemins de fer de Barcelone à Granollers (devenu plus tard les Chemins de fer de Barcelone à Gérone) a été créé entre Granollers Centre et Maçanet-Massanes, dans le prolongement du chemin de fer de Barcelone à Granollers.
En 2016, 449.000 passagers ont transité en gare de Llinars del Vallès.